# Игнавузавр
Игнавузавр (лат. Ignavusaurus) — род ящеротазовых динозавров из семейства Massospondylidae, живших во времена нижнеюрской эпохи (геттангский век) на территории нынешней Южной Африки. К роду относят единственный типовой вид — Ignavusaurus rachelis.

## История изучения
Окаменелости динозавра найдены в геологической формации Upper Elliot Formation в Лесото. Впервые описан палеонтологом Фабьеном Кноллом (Knoll) в 2010 году.
В 2011 году Адам Йейтс в соавторстве с другими исследователями выдвинули предположение, что Ignavusaurus, возможно, является синонимом рода Massospondylus.
В результате кладистического анализа, проведённого Фабьеном Кноллом при описании рода, Ignavusaurus занимал базальное положение в подотряде завроподоморф, находясь рядом с Thecodontosaurus/Pantydraco, а также Efraasia. Характерные особенности строения скелета, которые указывают на это, включают среди прочего, наличие полностью открытого тазобедренного сустава, а также некоторые характеристики большой берцовой кости.
В 2019 году при описании динозавра Ngwevu группа учёных переместила род в семейство Massospondylidae.